# Maldane pellucida
Maldane pellucida är en ringmaskart som beskrevs av Sars 1869. Maldane pellucida ingår i släktet Maldane och familjen Maldanidae. Inga underarter finns listade i Catalogue of Life.